# Media Maratón Ciudad de Elche
La Media Maratón Ciudad de Elche es una prueba atlética de carácter popular que se disputa anualmente en la ciudad de Elche. Es el medio maratón más antiguo del mundo desde que el ilicitano Manuel Jaén Guilló la creara en 1964.

## Ediciones

### XXXVII Edición (2009)
Esta edición tuvo lugar el 29 de marzo de 2009. Fue organizada por el Club Atletismo Decatlón y participaron cerca de 2300 personas. El corredor marroquí Hicham Ettaichmi acabó ganador en la carrera masculina con un tiempo de 1 hora, 8 minutos y 32 segundos, mientras que la ganadora en la carrera femenina fue la también marroquí Wafiya Benali con 1 hora, 17 minutos y 24 segundos.

### XXXVIII Edición (2010)
Esta edición tuvo lugar el 11 de abril de 2010. Fue organizada por el Club Atletismo Decatlón y participaron cerca de 2300 personas. El corredor marroquí Otmanen Bataimi acabó ganador en la carrera masculina con un tiempo de 1 hora, 5 minutos y 51 segundos, mientras que la ganadora en la carrera femenina fue la española María José Pueyo Bergua con 1 hora, 13 minutos.

### Lll Edición (2025)[2]
La próxima media maratón se realizará el próximo 23 de marzo de 2025. Edición número 52.Tendremos 2 distancias homologada de 21’097m y otra de 10K. Ambas distancias estarán supervisadas por los jueces de la Real Federación Española de Atletismo